# (35854) 1999 JZ63
1999 JZ63 (asteroide 35854) é um asteroide da cintura principal. Possui uma excentricidade de 0.16118680 e uma inclinação de 6.10406º.
Este asteroide foi descoberto no dia 10 de maio de 1999 por LINEAR em Socorro.